# 武藤武雄
武藤 武雄（むとう たけお、1916年（大正5年）3月20日 - 1978年（昭和53年）10月20日）は、昭和期の労働運動家、政治家。衆議院議員、初代日本労働組合総評議会（総評）議長。

## 経歴
茨城県那珂郡山片村（山方町を経て現常陸大宮市）出身。1930年（昭和5年）茨城県小貫農業公民学校を卒業した。
入山炭鉱（のち常磐炭鉱）に入社し坑内夫として勤務。労働運動に加わり、常磐炭鉱労働組合長となり、1946年（昭和21年）常磐地方炭鉱労働組合連合会の初代組合長に就任。1947年（昭和22年）炭労（のちの日本炭鉱労働組合）中央執行委員長となり、1950年（昭和25年）総評が結成されると初代議長に就任した。1952年（昭和27年）の炭労の労働ストでの対応を巡り、炭労臨時大会で不信任となり委員長を解任され、総評議長も退任した。その後、出身の常磐炭鉱労組は炭労を離脱して全国石炭鉱業労働組合（全炭鉱）に加わった。この間、福島県岩城郡湯本町会議員、福島県地方労働委員なども務めた。
1953年（昭和28年）4月の第26回衆議院議員総選挙で茨城県第2区から右派社会党公認を受けて、常磐炭鉱茨城鉱業所の支援で立候補したが落選し、次の第27回総選挙でも落選した。1958年（昭和33年）5月の第28回総選挙は福島県第3区に転じて日本社会党公認で、常磐炭鉱労使の支援を受け出馬して当選し、衆議院議員に1期在任した。1960年（昭和35年）民主社会党（民社党）の結党に参画した。この間、福島県暮しの研究会理事長、社会クラブ国会対策副委員長、民主社会党国会対策副委員長、同党中央執行委員、同総務局長、常磐湯本温泉観光専務などを務めた。1960年11月の第29回総選挙では民主社会党公認で立候補したが次点で落選した。
その後、東京に拠点を移し、東京都第9区から第31回（1967年1月）、第32回総選挙（1969年12月）に連続して立候補したが落選した。